# Aéroports de Paris
Aéroports de Paris — французская компания, управляющая тремя основными аэропортами Парижа (Шарль-де-Голль, Орли и Ле-Бурже). В группу ADP кроме Aeroports de Paris входят доли в турецкой компании TAV Airports и индийской GMR Airports, а также доли в аэропортах в других странах.

## История
Государственное предприятие Aéroports de Paris было учреждено в октябре 1945 года для строительства и эксплуатации аэропортов в радиусе 50 км от центра Парижа. Гражданские авиарейсы из аэропортов Ле-Бурже и Орли начались в феврале 1946 года, позже в этом же году Air France начала осуществлять перелёты Париж — Нью-Йорк. В 1948 году было завершено строительство Северного терминала аэропорта Орли, и он стал основным аэропортом Франции, а с 1953 года — хабом Air France. В 1954 году был открыт Южный терминал Орли, который мог принимать реактивные самолёты. В 1957 году был открыт гелипорт в Исси-ле-Мулино; за этот год через аэропорты Парижа прошло 2,5 млн пассажиров и 42 тыс. т грузов.
В 1964 году было объявлено о планах строительства нового аэропорта в Руасси-ан-Франс, работы начались в 1966 году, открытие первого терминала состоялось в 1974 году; аэропорт был назван в честь Шарля де Голля и вскоре стал основным аэропортом страны. К середине 1970-х годов пассажиропоток достиг 20 млн человек. В 1982 году был открыт второй терминал аэропорта Шарль-де-Голль. К этому времени Aéroports de Paris расширила деятельность за рубеж, получив контракты на строительство аэропортов а Каире и Абу-Даби. После спада активности в первой половине 1990-х годов пассажиропоток к 1996 году вырос до 60 млн человек; этому способствовало открытие в 1994 году станции высокоскоростных поездов TGV возле второго терминала аэропорта Шарль-де-Голль. В мае 1999 года в аэропорту Шарль-де-Голль был открыт логистический центр FedEx.
В 2006 году государственное предприятие Aéroports de Paris было частично приватизировано, акции были размещены на бирже Euronext Paris. В 2012 году была куплена доля в турецкой компании TAV Airports. В 2020 году было куплено 49 % акций индийской компании GMR Airports.

## Собственники и руководство
Контрольный пакет акций (50,6 %) принадлежит правительству Франции. Другими крупными акционерами являются строительная компания Vinci (8 %), Crédit Agricole (7,7 %), Canada Pension Plan Investment Board (5,64 %) и Abu Dhabi Investment Authority (5,04 %).
Огюстен де Романе (Augustin de Romanet de Beaune, род. 2 апреля 1961 года) — председатель совета директоров и генеральный директор с ноября 2012 года. До этого, с 2007 года, был председателем государственной инвестиционной группы Caisse des Dépôts et Consignations.

## Деятельность
Структура Groupe ADP:
- Франция — 3 основных аэропорта Парижа (техническое обслуживание, беспошлинная торговля и другие услуги пассажирам, управление недвижимостью на прилегающих земельных участках), также гелипорт в Исси-ле-Мулино и 10 лётных полей в парижском регионе; суммарный пассажиропоток в 2023 году составил 99,7 млн человек;
- Индия — доля 49 % в индийском операторе аэропортов GMR Airports, которому принадлежит 4 аэропорта (3 в Индии и 1 в Индонезии), в сумме через них в 2023 году прошло 107,6 млн пассажиров;
- Турция — доля 46 % в турецком операторе аэропортов TAV Airports, которому принадлежит 14 аэропортов в Турции, Тунисе, Хорватии, Северной Македонии, Грузии, Казахстане и Саудовской Аравии; около 100 млн пассажиров в 2023 году;
- ADP International — дочерняя компания, имеющая доли в 5 аэропортах: Сантьяго (Чили), Амман (Иордания), Носи-Бе и Антананариву (Мадагаскар), Загреб (Хорватия) и Льеж (Бельгия).

За 2023 год через аэропорты, входящие в группу ADP, прошло 336,4 млн пассажиров, самыми загруженными были Международный аэропорт имени Индиры Ганди (72,2 млн пассажиров), Париж — Шарль-де-Голль (67,4 млн), Анталья (35,5 млн), Орли (32,3 млн), Международный аэропорт имени Раджива Ганди (24,3 млн) и Международный аэропорт имени Артуро Мерино Бенитеса (23,3 млн). Выручка группы за 2023 год составила 5,5 млрд евро, из них на Францию пришлось 3,9 млрд, на Турцию — 540 млн, на Казахстан — 415 млн, на Иорданию — 277 млн, на Грузию — 107 млн, на другие страны — 288 млн.
В списке крупнейших публичных компаний мира Forbes Global 2000 за 2024 год Aeroports de Paris заняла 1401-е место.